# (464048) 2014 WH211
(464048) 2014 WH211 es un asteroide perteneciente al cinturón de asteroides, descubierto el 8 de octubre de 2004 por el equipo Spacewatch desde el Observatorio Nacional de Kitt Peak (Arizona, Estados Unidos).